# Michel Mayor
Pour les articles homonymes, voir Mayor.
Michel Gustave Édouard Mayor (Mayor prononcé [ma.jɔʁ]), né le 12 janvier 1942 à Lausanne dans le canton de Vaud en Suisse, est un astrophysicien suisse. 
Membre de l'Observatoire de Genève et professeur honoraire à l'Université de Genève, il découvre, avec Didier Queloz, la première planète extrasolaire autour d'une étoile de la séquence principale, 51 Pegasi b, en 1995. Il obtient avec Didier Queloz le Prix Nobel de physique 2019 pour cette découverte.

## Biographie
Michel Mayor est né le 12 janvier 1942 à Lausanne, dans le canton de Vaud, en Suisse. Il étudie la physique à l'Université de Lausanne puis l'astrophysique à l'Université de Genève. Il effectue sa thèse de doctorat sur la structure spirale des galaxies, sujet qui, bien qu'en apparence fort éloigné de ses travaux actuels, est le début du chemin vers ceux-ci. En effet, le besoin d'acquérir de nombreuses mesures de vitesses stellaires le mène en 1971, année où il passe son doctorat à l'université de Genève, à développer un spectrographe astronomique d'un type nouveau. Il se dirige alors vers des travaux dans le domaine de la cinématique stellaire (étude des mouvements des étoiles).
En 1984, Michel Mayor est nommé professeur à l'Université de Genève. Ses travaux portent alors sur les propriétés statistiques des étoiles doubles, un nombre important d'étoiles (environ la moitié) vivant en couple. Il participe alors à la recherche de compagnons toujours plus légers autour d'étoiles similaires au Soleil. Grâce à une nouvelle génération de spectrographes, développée en collaboration avec des instituts français, des infimes oscillations de la vitesse des étoiles, résultant de l'influence de planètes, peuvent être mesurées. En 1995, grâce au spectrographe ÉLODIE installé sur le télescope de 1,93 mètre de l'Observatoire de Haute-Provence, Michel Mayor et son doctorant d'alors, Didier Queloz, découvrent le premier objet de masse indubitablement planétaire en orbite autour d'une étoile de la séquence principale : 51 Pegasi b.
Michel Mayor est, de 1998 à 2004, directeur de l'Observatoire de Genève et représentant de la Suisse au Conseil de l'Observatoire européen austral.
Michel Mayor effectue sa dernière année d'enseignement en 2007, date à laquelle il prend officiellement sa retraite. Depuis, il est professeur honoraire de l'Université de Genève et reste actif en tant que chercheur à l'Observatoire de Genève.
En 2007, il poursuivait son travail avec le spectrographe HARPS (« High-Accuracy Radial-velocity Planetary Search Project »), qu'il a inventé et qui est installé sur le télescope de 3,6 mètres de l'ESO à La Silla au Chili.
Pour ses recherches et découvertes dans le domaine des exoplanètes, et notamment pour la découverte de 51 Pegasi b, Michel Mayor a reçu nombre de récompenses, dont le prix Nobel de physique 2019.

## Quelques découvertes majeures

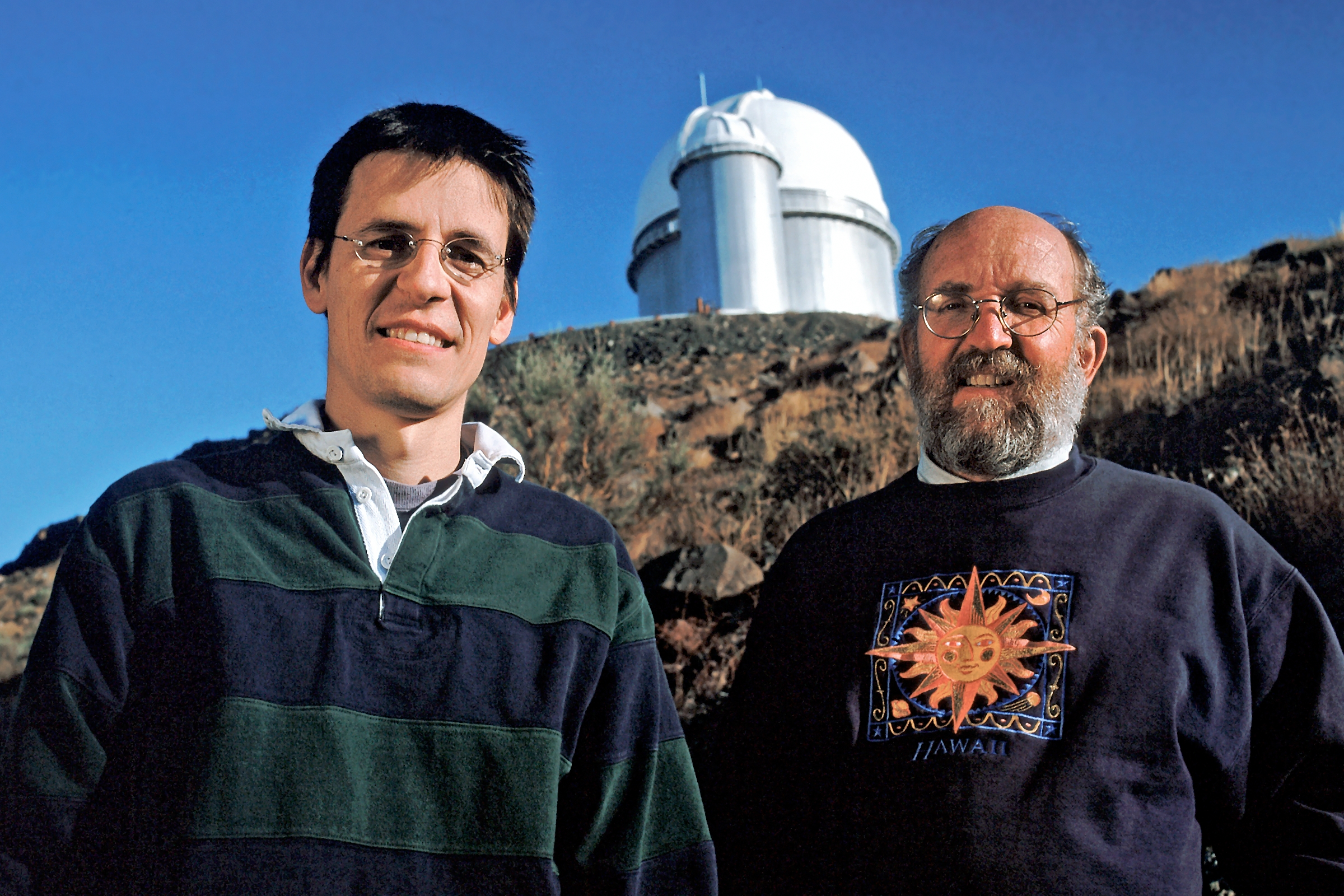
Didier Queloz et Michel Mayor à La Silla.

En 1989, Michel Mayor devient codécouvreur de HD 114762 Ab, premier objet de masse substellaire (le statut de planète ou de naine brune demeure incertain) connu en dehors du système solaire.
En 1995, il identifie avec Didier Queloz la première exoplanète confirmée autour d'une étoile de type solaire : 51 Pegasi b, en orbite autour de l'étoile 51 Pegasi, grâce à la méthode des vitesses radiales, en utilisant le spectrographe ÉLODIE installé à l'observatoire de Haute-Provence (France). Des centaines d'identifications similaires utiliseront ensuite la même méthode et Michel Mayor, avec son équipe, développera des spectrographes encore plus fins, comme CORALIE, installé au télescope suisse Leonhard-Euler de l'observatoire de La Silla, au Chili, et HARPS, installé au télescope de 3,6 mètres de l'ESO, dans le même observatoire. Depuis, plus de 500 exoplanètes ont été découvertes grâce à la technique des vitesses radiales et de nombreuses autres confirmées par cette technique.
Le 25 avril 2007, il est cosignataire d'un papier rapportant la découverte de Gliese 581 c, première exoplanète connue aux caractéristiques terrestres, c'est-à-dire non seulement certainement rocheuse (et non des géantes gazeuses comme précédemment publié) mais en plus située dans la zone habitable de son étoile.
Le 21 avril 2009, son équipe de l'observatoire de Genève annonce la découverte de Gliese 581 e, exoplanète tellurique deux fois plus massive que la Terre, mais se trouvant hors de la zone habitable de l'étoile.

## Distinctions et récompenses
Pour la découverte de la première exoplanète, Michel Mayor a reçu les prix suivants :
- le prix de la revue Science en 1995 ;
- le prix Marcel-Benoist en 1997[7] « pour avoir été le premier à découvrir une planète située hors du Système solaire autour de l’étoile Pégase 51 et pour les importants travaux théoriques et les développements d’instruments qui ont précédé et rendu possible cette découverte »[8] ;
- le prix Jules-Janssen de la Société astronomique de France en 1998[9] ;
- le prix Balzan (instruments et techniques en astronomie et en astrophysique) en 2000[10] « pour l'importance de ses recherches qui ont permis de découvrir la première planète en orbite autour d'une étoile autre que le Soleil »[11] ;
- Docteur Honoris Causa de l'École Polytechnique Fédérale de Lausanne (EPFL) en 2002[12] ;
- la médaille Albert-Einstein, décernée le 10 juin 2004[13] ;
- le Prix de la Fondation pour Genève en 2005 ;
- le prix Shaw d'astronomie 2005[14] qui lui a été décerné, ainsi qu'à Geoffrey Marcy, le 3 juin 2005[15] ;
- le prix international Viktor-Ambartsumian qui lui a été décerné en 2010 ainsi qu'à Garik Israelian (en) et Nuno Santos[16] ;
- Le Prix 2011 de la Ville de Genève - section sciences, qui est attribué aux « chasseurs de planètes », un groupe de trois chercheurs de l'Observatoire de Genève : Michel Mayor, Didier Queloz et Stéphane Udry[17]. Prix reçu le 12 mai 2011.
- le prix Frontiers of Knowledge dans la catégorie des sciences fondamentales, avec Didier Queloz, par la fondation BBVA en janvier 2012[18] ;
- reconnu comme l'un des dix scientifiques de l'année 2013 d'après la revue Nature[19],[20] ;
- Docteur honoris causa de l'université Joseph-Fourier (Grenoble) depuis mars 2014[21] ;
- la médaille d’or en astronomie de la Royal Astronomical Society le 9 janvier 2015, « pour sa découverte de planètes hors de notre système solaire et le développement d’instrumentations pour les identifier »[22] ;
- le prix Kyoto dans la catégorie « Earth and Planetary Sciences, Astronomy and Astrophysics », attribuée par la fondation japonaise Inamori, qui lui sera remise le 10 novembre 2015 et qui récompense ses travaux sur les exoplanètes[23] ;
- le prix Wolf de physique en 2017[24].
- Docteur honoris causa de l'université de Liège[25].
- le prix Nobel de physique en 2019[26].

En tant que membre individuel de l'Union astronomique internationale, Michel Mayor a notamment présidé, de 1988 à 1991, la commission 33 (Structure et dynamique du Système galactique) de la division H puis, de 2006 à 2009, la commission 53 (Planètes extrasolaires) de la division F.
Par ailleurs, il a été élu membre associé étranger de la section « Sciences de l'univers » de l'Académie des sciences, le 19 avril 2002. Il est également chevalier de la Légion d'honneur, grade dont les insignes lui ont été remis à Berne, le 20 octobre 2004, par l'ambassadeur de France en Suisse, Jacques Rummelhardt. Il est élevé au rang d'officier de la Légion d'honneur le 11 octobre, lorsque Anne Paugam, l'ambassadrice de France en Suisse, lui a remis les insignes lors d'une cérémonie à l'ambassade de France à Berne.
L'astéroïde (125076) Michelmayor découvert par Michel Ory est nommé d'après lui.